# Blind (serie de televisión)
Blind (en hangul, 블라인드; romanización revisada, Beullaindeu), es una serie de televisión surcoreana  protagonizada por Ok Taec-yeon, Ha Seok-jin y Eunji. Se emite en tvN desde el 16 de septiembre hasta el 5 de noviembre de 2022, los viernes y sábados a las 22:40 (KST ).

## Sinopsis
La serie sigue a un grupo de personas que se han convertido en víctimas de la injusticia, así como a los agresores y a las personas que intentan identificar al agresor y llevarlos a la justicia.
Desde pequeño, Ryu Sung-joon, soñaba con castigar a la gente mala, ahora trabaja como detective busca para ayudar a las víctimas y castigar a los delincuentes.

## Reparto

### Personajes principales
- Ok Taec-yeon como Ryu Sung-joon, un detective.[4]
- Ha Seok-jin como Ryu Sung-hoon, un juez.[5]
- Eunji como Jo Eun-gi.[6]

### Personajes secundarios

#### Personas cercanas a los tres protagonistas
- Jo Seo-hoo como Soo-young, amiga de la universidad de Ryu Sung-joon.[7]
- Choi Hong-il como Ryu Il-ho.[8]
- Cho Kyung-sook como Na Gook-hee.[8]
- Jo Yeon-hee como Jo In-suk, la madre de Jo Eun-gi; trabaja en una sala de cuidados paliativos.[8][9]
- Kang Na-eon como Kwon Yu-na.[10]

#### Comisaría de policía de Muyeong
- Jung In-gi como Yeom Ki-nam.[8]
- Jung Eui-wook como Oh Young-guk, líder del equipo en la comisaría de policía de Muyeong.[11]
- Yoon Jung-hyuk como Kang Chang-wook, detective en la comisaría de policía de Muyeong.[12]
- Gyul Hwi como Na Dong-hwa, detective en el cuarto equipo de homicidios.[13]
- Kim Min-seok como Kim Seok-gu, el detective más joven del equipo.[14]

#### Miembros del jurado
- Kim Ha-kyun como Kang Young-ki.
- Choi Ji-yeon como Eungam-dong, una adivina famosa por su valentía.[15]
- Cho Seung-yeon como Bae PD / Bae Cheol-ho.
- Chae Dong-hyun como Ahn Tae-ho, representante de una empresa de construcción llena de quejas y reclamos.[15]
- Baek Seung-hee como Yeom Hye-jin, una famosa influencer que trabaja bajo el nombre de 'Kokomam'.[15][16]
- Park Ji-bin como Jung In-sung, un joven empleado con habilidades de hacker en una empresa de seguridad informática.[17][18]
- Choi Jae-sub como Choi Soon-gil.
- Choi Gi-sa como Choi Jae-seop.
- Oh Seung-yoon como el chef Charles, el dueño de un restaurante japonés.[15]

#### Otros
- Kim Beop-rae como Baek Moon-kang.[8]
- Jeon Jin-woo como Jeong Man-chun, quien fue señalado como el culpable del «caso del asesinato del guasón».[19]
- Jung Chan-woo como Koo Jung-sa.[8]
- Oh Min-ae como la madre de Jung In-sung.[20]

#### Aparición especial
- Kim San-ho como Park Moo-hyuk (ep. 16).[21]

## Producción
La serie estaba programada para estrenarse en OCN durante la primera mitad de 2022. Sin embargo, más tarde se anunció que la serie se transmitiría en el horario de viernes y sábado por tvN, desde el 16 de septiembre.
La dirección está a cargo de Shin Yong-hwi (신용휘) y el guion está escrito por Kwon Ki-kyung (귄기경).

## Audiencia
| Temporada | Temporada | Episodio número | Episodio número | Episodio número | Episodio número | Episodio número | Episodio número | Episodio número | Episodio número | Episodio número | Episodio número | Episodio número | Episodio número | Episodio número | Episodio número | Episodio número | Episodio número | Promedio |
| Temporada | Temporada | 1               | 2               | 3               | 4               | 5               | 6               | 7               | 8               | 9               | 10              | 11              | 12              | 13              | 14              | 15              | 16              | Promedio |
| --------- | --------- | --------------- | --------------- | --------------- | --------------- | --------------- | --------------- | --------------- | --------------- | --------------- | --------------- | --------------- | --------------- | --------------- | --------------- | --------------- | --------------- | -------- |
|           | 1         | 769             | 559             | 531             | 487             | 380             | 613             | 511             | 589             | 557             | 606             | 511             | 482             | 628             | 538             | 507             | 790             | 566      |

| Episodio | Fecha de emisión         | Índices de audiencia (Nielsen Korea) | Índices de audiencia (Nielsen Korea) |
| Episodio | Fecha de emisión         | Nacional                             | Seúl                                 |
| --- | ------------------------ | ------------------------------------ | ------------------------------------ |
| 1 | 16 de septiembre de 2022 | 3,385 % (1.ª)                        | 3,954 % (1.ª)                        |
| 2 | 17 de septiembre de 2022 | 2,430 % (3.ª)                        | 2,627 % (3.ª)                        |
| 3 | 23 de septiembre de 2022 | 2,460 % (1.ª)                        | 2,540 % (1.ª)                        |
| 4 | 24 de septiembre de 2022 | 2,591 % (3.ª)                        | 2,799 % (3.ª)                        |
| 5 | 30 de septiembre de 2022 | 1,785 % (2.ª)                        | 1,804 % (3.ª)                        |
| 6 | 1 de octubre de 2022     | 2,847 % (2.ª)                        | 3,415 % (2.ª)                        |
| 7 | 7 de octubre de 2022     | 2,194 % (1.ª)                        | 2,442 % (1.ª)                        |
| 8 | 8 de octubre de 2022     | 2,849 % (2.ª)                        | 3,191 % (2.ª)                        |
| 9 | 14 de octubre de 2022    | 2,383 % (1.ª)                        | 2,704 % (1.ª)                        |
| 10 | 15 de octubre de 2022    | 2,582 % (2.ª)                        | 2,989 % (2.ª)                        |
| 11 | 21 de octubre de 2022    | 2,535 % (1.ª)                        | 2,912 % (1.ª)                        |
| 12 | 22 de octubre de 2022    | 2,172 % (2.ª)                        | 2,531 % (2.ª)                        |
| 13 | 28 de octubre de 2022    | 3,152 % (1.ª)                        | 3,555 % (1.ª)                        |
| 14 | 29 de octubre de 2022    | 2,613 % (2.ª)                        | 2,790 % (3.ª)                        |
| 15 | 4 de noviembre de 2022   | 2,518 % (1.ª)                        | 2,809 % (1.ª)                        |
| 16 | 5 de noviembre de 2022   | 3,136 % (2.ª)                        | 3,127 % (3.ª)                        |
| Promedio | Promedio                 | 2,602 %                              | 2,887 %                              |
| - En la tabla superior, aparecen en azul los índices más bajos, y en rojo los más altos. - Esta serie se transmite en un canal de cable/televisión de pago, que normalmente tiene una audiencia relativamente menor en comparación con las emisoras públicas/de televisión en abierto (KBS, SBS, MBC, y EBS). |                          |                                      |                                      |